# Somewhere in My Broken Heart
«Somewhere in My Broken Heart» — песня американского кантри-певца Билли Дина, вышедшая в качестве 2-го сингла с его дебютного студийного альбома Young Man (1991). Авторами песни выступили сам Билли Дин (Billy Dean) и его соавтор Ричард Лью.
Песня получила награду Академии кантри-музыки ACM Awards в престижной категории «Лучшая песня года» (Song of the Year) и номинацию на Грэмми в категории Лучший мужской кантри-вокал.

## Награды и номинации
Источник:
| Награда       | Категория                     | Результат |
| ------------- | ----------------------------- | --------- |
| ACM Awards    | Песня года (Song of the Year) | Победа    |
| Grammy Awards | Лучший мужской кантри-вокал   | Номинация |

## Чарты

### Еженедельные чарты
| Чарт (1991)                        | Высшая позиция |
| ---------------------------------- | -------------- |
| Канада Canada Country Tracks (RPM) | 2              |
| США (Billboard Adult Contemporary) | 18             |
| США (Billboard Hot Country Songs)  | 3              |

### Итоговые годовые чарты
| Чарт (1991)                        | Позиция |
| ---------------------------------- | ------- |
| Канада Canada Country Tracks (RPM) | 9       |
| США US Country Songs (Billboard)   | 21      |